# رودخانه بنا ۱
رودخانه بنا ۱ یک اندیس فلزی است که در حوالی شهر نکیسان استان کرمان قرار دارد و مادهٔ معدنی موجود در آن، مس است.سنگ میزبان این اندیس گدازه، آذر آواری است و دیرینگی آن به دوران ائوسن می‌رسد. در این اندیس، پاراژنز‌های کلسیت، هماتیت یافت می‌شوند.